# Trinomys eliasi
Trinomys eliasi es una especie de roedor de la familia Echimyidae.

## Distribución geográfica
Se encuentra en Brasil.